# ザ・シビル・ウォーズ
ザ・シビル・ウォーズ (The Civil Wars)は、アメリカ合衆国テネシー州ナッシュビルにて結成された音楽デュオである。2008年、ナッシュビルの作詞作曲セッションで知り合ったシンガーソングライターのジョイ・ウィリアムズとジョン・ポール・ホワイトによって構成。
ライヴ・アルバムと4枚のコンパクト盤の後、2011年、『Barton Hollow 』を発売。2012年、グラミー賞の最優秀カントリー・デュオ/グループ・パフォーマンス賞と最優秀フォーク・アルバム賞を受賞。2014年に解散。

## 略歴
2008年結成。2011年にはデビューアルバム『Barton Hollow』をリリースし、発売1週目に25000枚を売り上げ、全米Billboard 200にて初登場12位を記録した。アメリカレコード協会からゴールドディスクに認定されている。第54回グラミー賞にて、『ベスト・フォーク・アルバム』と『ベスト・カントリー・デュオ/グループ・パフォーマンス』の2部門を受賞している。
2012年11月6日、グループ内の不和、和解しがたい方向性の違いによりコンサート・ツアーを続行不可能と発表。
2014年8月5日、公式サイト上で解散を発表。

## メンバー
- ジョイ・ウィリアムズ（英語版）（Joy Williams、1982年11月14日 - ）（42歳）
- ジョン・ポール・ホワイト（英語版）（John Paul White、1972年8月4日 - ）（52歳）

## ディスコグラフィ

### アルバム
| 年   | タイトル       | アルバム詳細 | チャート最高位 | チャート最高位 | チャート最高位 | 認定                           |
| 年   | タイトル       | アルバム詳細 | US             | CAN            | UK             | 認定                           |
| ---- | -------------- | --- | -------------- | -------------- | -------------- | ------------------------------ |
| 2011 | Barton Hollow  | - 発売日: 2011年2月1日 - レーベル: Sensibility Music - フォーマット: CD, LP, digital download - 全米売上: 62.3万枚           | 10             | 16             | 13             | - US: ゴールド - CAN: ゴールド |
| 2013 | The Civil Wars | - 発売日: 2013年8月6日 - レーベル: Sensibility Music, Columbia - フォーマット: CD, LP, digital download - 全米売上: 22.2万枚 | 1              | 1              | 2              |                                |

### EP
- Poison & Wine (2009)
- Tracks in the Snow (2011)